# Gorkovskaïa (métro de Nijni Novgorod)
Gorkovskaïa ( russe : Горьковская   ) est une station du métro de Nijni Novgorod et le terminus nord de la ligne 1. Elle a ouvert ses portes le 4 novembre 2012. C'est également la seule station sur la rive droite de la rivière Oka dans la section historique de la Ville Haute de Nijni Novgorod. La gare porte le nom de la place Gorki, sous laquelle se trouve la gare. Maxim Gorki est né à Nijni Novgorod et la ville s'appelait elle-même Gorki jusqu'en 1990.

## Histoire
La construction de la gare elle-même a duré quatre ans et a coûté 20 milliards de roubles. Les plans d'une gare dans la ville haute ont été élaborés en 1987 en même temps que la construction prévue du métro-pont sur l'Oka. La construction du pont a commencé en 1992, mais un manque de financement a interrompu les travaux à plusieurs reprises. Les travaux ont repris en 2006 avec l'ouverture de la première phase en 2009.

## À proximité
Près de la gare, il y a de nombreuses destinations touristiques : la place Gorki, la rue Bolchaïa Pokrovskaïa, la rue Malaïa Pokrovskaïa et la rue de Masliakov. De la gare, vous pouvez marcher jusqu'au Kremlin dans la rue piétonne Bolshaïa Pokrovskaïa.